# 野田亮
野田 亮（のだ りょう、1984年7月16日 - ）は、日本の映像作家、映画監督である。

## 来歴
兵庫県神戸市に生まれる。知的・身体に障害のある親族がおり、障害と共に生きてきた中で、社会における共生にはさらなる可能性があると信じ、作品制作を通じて共存空間を創造することを主な活動目的としている。
全国の中学生と高校生を対象とした科学コンクールである日本学生科学賞を、1997年（13歳）と1998年（14歳）の時に入選3等で表彰されている。研究作品名は、『V字ジャンプの実験』と『津波の実験 - 〜V字谷では本当に津波は高くなるか〜 -』だった。
1995年に発生した阪神・淡路大震災では、神戸で被災しており、それから25年後の2020年に阪神・淡路大震災U25プロジェクトを神戸で立ち上げ、震災を知らない世代を対象にしたドキュメンタリー映像作品『TALK ABOUT -』を監督した。
また、2014年より様々な障害のある方が通う、アートセンター&福祉施設のやまなみ工房と映像制作を行なっており、笠谷圭見監督作『[A Short Film About DISTORTION]』『地蔵とリビドー』では、撮影と編集を担当した。『地蔵とリビドー』は、アメリカ（ハーバード大学）、スイス、香港などで上映された。
2018年からは、美術館や博物館の展示映像も制作しており、奈良国立博物館 国宝の殿堂 藤田美術館展にて監督した『国宝 曜変天目茶碗』（ルミエール・ジャパン・アワード 2019 8K部門のグランプリ）や、美術家のやなぎみわと共作し、ダンサーの小尻健太や音遊びの会が出演した大阪中之島美術館開館記念映像作品『PASSAGE』（監督）、兵庫津ミュージアム『兵庫津で踊る！』や阪神・淡路大震災30年 企画展 1995 ⇄ 2025 30年目のわたしたち」『排斥と遊戯 〜 黄泉平坂（よもつひらさか）〜』では撮影と編集を担当している。
石川県金沢市では、ダンサーのなかむらくるみとパーキンソン病と共に生きている人たちと制作したダンス映像作品『TDN of TDP(Three different nights of Three different persons)』や知的に障害を持っている人たちと制作したダンスドキュメンタリー映像作品『なやみの種』を制作した。なかむらくるみとは、東京都渋谷公園通りギャラリーパフォーマンス・シリーズ RAW03『真っ赤なアイドル“AKAZOKU”がやってくる』の映像も制作し、出演もしている。
2023年には、神戸で活動する知的な障害のある人たちを含むアーティスト大集団音遊びの会ドキュメンタリー映画『音の行方』を監督した。この映画には音遊びの会のメンバーでもある、いとうせいこうや、大友良英が出演している。
神戸で毎年開催されている芸術祭六甲ミーツアートではこれまで、ダニエル・プロイエット出演 、森山未來プロデュース『Becoming Natsue』、フランソワ・シェニョー、麿赤兒出演、森山未來 Artist in Residence KOBE(AiRK)キュレーション『秘儀 — GOLD SHOWER』の映像を制作している。森山未來とダニエル・プロイエットとは、摩耶観光ホテルで撮影された Alan Lucien Øyen & Mirai Moriyama & Daniel Proietto『STILL LIFE』の映像も制作した。
2025年日本国際博覧会（大阪・関西万博）では、オランダ王国の公式映像を担当し、オランダのナショナルデーに上演された、エイドリアン・ルテイン（Introdans）と松岡大（LAND FES）によるインテグレイテッドダンス作品『UNUM』のドキュメンタリー映像作品を制作し、EXPOナショナルデーホールや神戸文化ホール、ロームシアター京都で上映された。

## 参加作品
- 『光男の栗』監督&脚本 - 趙曄（チャオ・イエ）プロデューサー - 河瀬直美　撮影部として参加[19]
- やななみ工房ドキュメンタリー『A Short Film About DISTORTION』撮影・編集
- やななみ工房ドキュメンタリー『地蔵とリビドー』撮影・編集
- 奈良国立博物館『国宝 曜変天目茶碗』監督
- 阪神淡路大震災25年ドキュメンタリー映像作品『Talk About -』監督・撮影・編集
- 『TDN of TDP(Three different nights of Three different persons)〜3人の異なる人たちの、3つの異なる夜』撮影・編集
- ダンスドキュメンタリー映像作品『なやみの種』撮影・編集
- 舞台作品『そんなにジロジロ見ないでくれ』（総合演出）
- 渋谷公園通りギャラリー『真っ赤なアイドル“AKAZOKU”がやってくる』撮影・編集・パフォーマンス
- 大阪中之島美術館『PASSAGE』監督
- 兵庫県立美術館『排斥と遊戯 〜黄泉平坂〜』撮影・編集
- 兵庫県立兵庫津ミュージアム『兵庫津で踊る！』撮影・編集
- 『Becoming Natsue』監督・撮影・編集
- 六甲ミーツアート森山未來キュレーション『秘儀 — GOLD SHOWER』撮影・編集
- 音遊びの会ドキュメンタリー映画『音の行方』監督・撮影・編集
- Alan Lucien Øyen & 森山未來 & Daniel Proietto『STILL LIFE』撮影・編集
- NHK『阪神・淡路大震災30年特集 そらとみらいと　大友良英と佐渡裕からのメッセージ』監督・撮影・編集
- 京都国立博物館『日本、美のるつぼ- 海と時を超えて -』監督・撮影・編集
- 大阪・関西万博オランダ王国公式プログラム・ドキュメンタリー映像作品『UNUM』監督・撮影・編集